# Hóa học lý thuyết

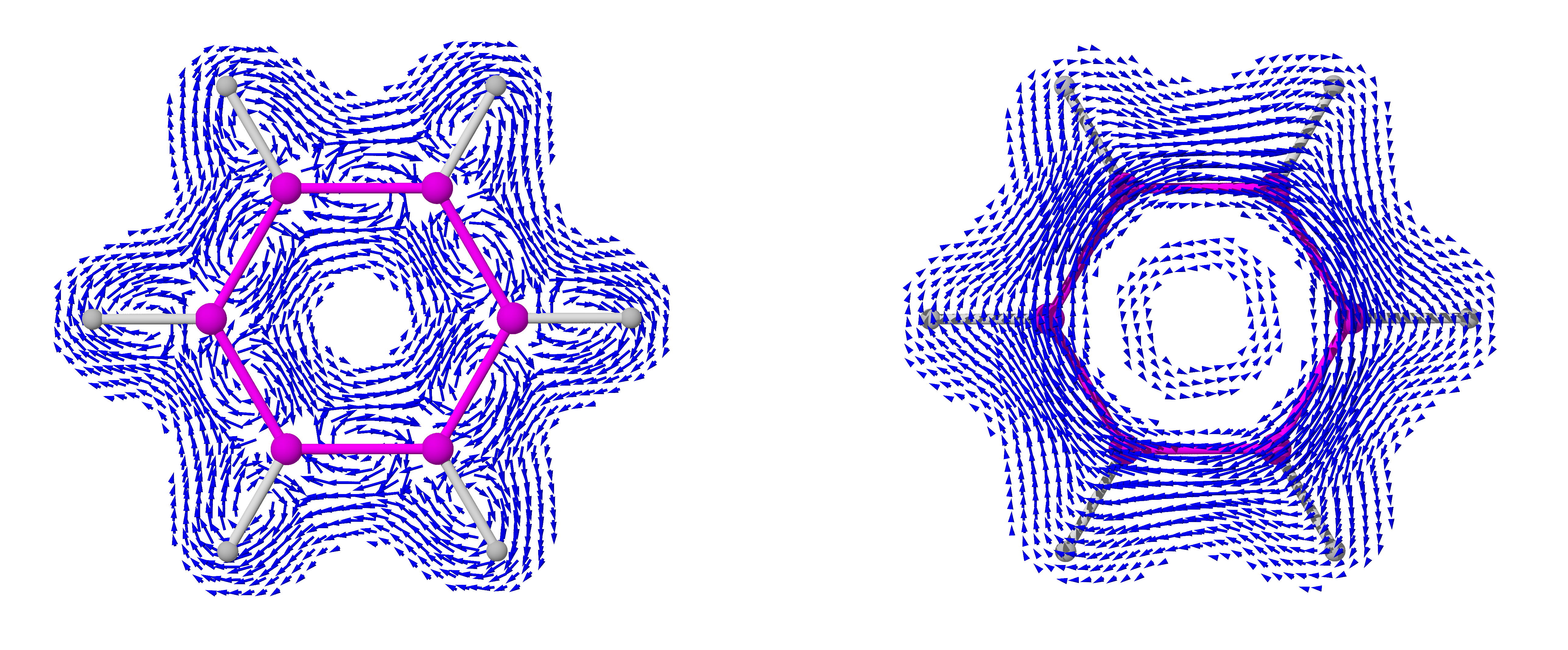
Các vectơ mật độ dòng điện xác suất cảm ứng từ tính được tính toán bằng phương pháp lượng tử trong benzen.

Hóa học lý thuyết là một nhánh của hóa học trong đó phát triển những sự tổng quát về lý thuyết là những phần của hóa học hiện đại. Ví dụ: sự kết nối hóa học, quan hệ hóa học, hóa trị, bề mặt của năng lượng tiềm tàng, quỹ đạo phân tử, tác động mang tính chất quỹ đạo, phóng xạ phân tử,...

## Tổng quan
Hóa học lý thuyết thống nhất nguyên lý và khái niệm phổ biến trong hóa học. Với sự nghiên cứu hóa học lý thuyết, có sự hệ thống hóa các định luật, nguyên lý và quy tắc của hệ thống phân tử. Hóa học nguyên tử sử dụng các phương pháp toán học và hóa học để giải thích cấu trúc va động lực của các hệ thống hóa học và để liên tưởng, hiểu và dự đoán sự sở hữu động lực và nhiệt động lực. Trong điều tổng quát nhất, đó là sự giải thích hiện tượng hóa học bằng phương pháp của vật lý lý thuyết. Trong sự tương phản với vật lý lý thuyết, trong sự kết nối với sự phức tạp của hóa học lý thuyết. ngoài các phương pháp toán học tương đối, hóa học lý thuyết sử dụng các phương pháp kinh nghiệm và bán kinh nghiệm.
Trong các năm gần đây, nó bao gồm cơ sở của hóa học lượng tử , ứng dụng của cơ học lượng tử vào các vấn đề trong hóa học. Các thành phần lớn khac của hóa học lý thuyết gồm động lực học phân tử , nhiệt động lực học thống kê, và các lý thuyết của giải pháp điện phân, mạng lướt kết nối, polymer hóa, xúc tác, từ học phân tử và quang phổ học.
Hóa học lý thuyết hiện đại có thể được chia thành gồm nghiên cứu cấu trúc hóa học và nghiên cứu động lực hóa học. Những lĩnh vực nghiên cứu cũ bao gồm cấu trúc điện tử, bề mặt năng lượng tiềm tàng, và những lĩnh vực lực học; chuyển động quay vòng - rung lắc; sở hữu cân bằng của các hệ thống đậm đặc và phân tử vĩ mô. Động lực hóa học bao gồm động học lưỡng phân tử và lý thuyết va chạm của những phản ứng và chuyển giao năng lượng; lý thuyết tỷ lệ phi phân tử và các trạng thái di căn; các yếu tố đậm đặc và phân tử vĩ mô của dộng lực

## Các nhánh của hóa học lý thuyết

### Hóa học lương tử
Ứng dụng vào các vấn đề hóa học hay hóa học - vật lý. Kính quang phổ và sự sở hữu từ là hai trong số những thứ thường xuyên được bắt chước.

### Hóa học tính toán
Ứng dụng vào các mã máy tính vào hóa học, bao gồm hinh thức xấp xỉ như Hartree–Fock, hậu Hartree–Fock, lý thuyết chức năng dày đặc, phương pháp bán tự nhiên và các phương pháp về trường lực. Sự sắp xếp phân tử là điều được dự đoán thường xuyên nhất. Máy tính có thể dự đoán sự rung lắc cũng như dùng biến đổi Fourier chuyển thông tin thành thông tin tần suất. Sự dự đoán dao động ủng hộ sự dự đoán về cấu hình.

### Mẫu hình phân tử
Đưa ra các giải pháp về mẫu hình phân tử mà không đề cập đến cơ học lượng tử một cách cần thiết. Những ví dụ tiêu biểu là cắt phân tử , cắt protein - protein, thiết kế thuốc và hóa học tổng hợp. Sự phù hợp giữa cấu hình và năng lượng tiềm tàng là những yếu tố dẫn dắt các tiếp xúc hóa học. 

### Động lực học phân tử
Ứng dụng cơ học cổ điển để mô phỏng khoảnh khắc hạt nhân của một tập hợp nguyên tử và phân tử. Sự sắp xếp lại của phân tử với một nhóm được điều khiển bởi lực Van der Waals và được thúc đẩy bởi nhiệt độ.

### Cọ học phân tử
Mô phỏng tác động trong phân tử và đa phân tử trên bề mặt năng lượng tiềm tàng thông qua tiềm lực. Những thứ sau đó thường được tham số hóa bằng sự tính toán ab initio

### Hóa học toán học
Bàn luận và dự đoán cấu trúc phân tử bằng các phương pháp toán học mà không cần đến cơ học lượng tử một cách cần thiết. Topo học là một nhánh của toán học cho phép các nhà nghiên cứu dự đoán đặc tính của những vật thể có kích thước có chừng mực linh động như cụm hóa học.

### Động học hóa họclý thuyết
Nghiên cứu trên mặt lý thuyết về hệ thống động lực học có liên hệ với các chất hóa học dễ phản ứng, sự phức tạp được phóng xạ và đẳng thức khác biệt tương ứng.

### Tin hóa học
Sử dụng máy tính và các kỹ thuật thông tin, được ứng dụng để tìm thông tin để giải quyết các vấn đề của hóa học.

## Những môn học liên hệ gần gũi
Về mặt lịch sử, sự nghiên cứu của hóa học lý thuyết liên quan đến các môn học sau:
- Vật lý phân tử : Nghiên cứu về trung tâm phân tử và nguyên tử.
- Vật lý phân tử : Môn học về electron nghiên cứu về hạt nhân phân tử và sự chuyển động của hạt nhân. Thuật ngữ này liên hệ đến các nghiên cứu phân tử được tạo ra từ một vài phân tử trong gas. Nhưng một số học giả cho rằng vật lý phân tử cũng nghiên cứu về đặc tính lớn hơn của các chất hóa học dưới góc độ của phân tử
- Hóa học vật lý và vật lý hóa học: Hóa học nghiên cứu thông qua các phương pháp vật lý như kỹ thuật laser, kính hiển vi quét xuyên hầm,... Đặc trưng mang tính chất mô thức giữa hóa học vật lý và vật lý hóa học là hóa học vật lý là một nhánh của hóa học trong khi vật lý hóa học là một nhánh của vật lý. Trong nghiên cứu, sự phân biệt này khá mơ hồ.
- Lý thuyết đa vật thể: Môn học này nghiên cứu về các tác động xuất hiện trong các hệ thống với số lượng lớn của các phần tử. Nó được dựa trên vật lý lượng tử - gần như là sự mô hình của lượng tử hóa thứ hai - và điện động lực học lượng tử .

Chính vi thế, hóa học lý thuyết đã được mở rộng như là một nhánh của nghiên cứu. Với sự nổi lên của lý thuyết chức năng đậm đặc cũng như nhiều phương pháp như cơ học phân tử , ranh giới của sự ứng dụng của hóa học lý thuyết được mở rộng cho các hệ thống hóa học, những thứ thích hợp cho các lĩnh vực khác của vật lý và hóa học, bao gồm sinh hóa học, vật lý vật thể đậm đặc, công nghệ nano hoặc sinh học phân tử .